# Cosmopterix aurotegulae
Cosmopterix aurotegulae là một loài bướm đêm thuộc họ Cosmopterigidae. Nó được tìm thấy ở México (Veracruz).
Con trưởng thành được sưu tầm vào tháng 6. Con đực có cánh trước dài 3,9 mm.